# Boe (Guinée-Bissau)
Pour les articles homonymes, voir Boe (homonymie).
Boé est un des cinq secteurs appartenant à la région Gabú du Guinée-Bissau. En 2009, il comptait 10 957 habitants.

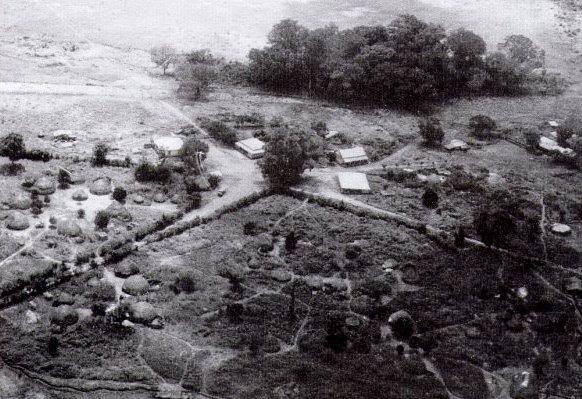
Guiné > Zona Leste > Madina do Boé > 1966 > Vista aérea do aquartelamento